# 하인리히 폰 클라이스트
베른트 하인리히 빌헬름 폰 클라이스트(Bernd Heinrich Wilhelm von Kleist, 1777년 10월 10일 (본인의 기록에 따라) 또는 18일 (교회명부에 따라) 프로이센 브란덴부르크 주 프랑크푸르트 (오데르) - 1811년 11월 21일 슈톨퍼 로흐, 현 클라이너 반제)는 독일의 극작가, 작가, 서정시인이자 언론인이다.
하인리히 폰 클라이스트는 "당대 문학계에서 이방인으로서 [...] 기존의 진영을 벗어나", 그리고 바이마르 고전주의와 낭만주의라는 문학 시대를 벗어나 있었다. 그는 특히 "역사적 기사극" 《하일브론의 케트헨》, 희극 《깨어진 항아리》와 《암피트리온》, 비극 《펜테질레아》, 그리고 단편 《미하엘 콜하스》와 《O... 후작부인》으로 유명하다.

## 생애

### 가족, 교육 그리고 군복무 (1777-1799)

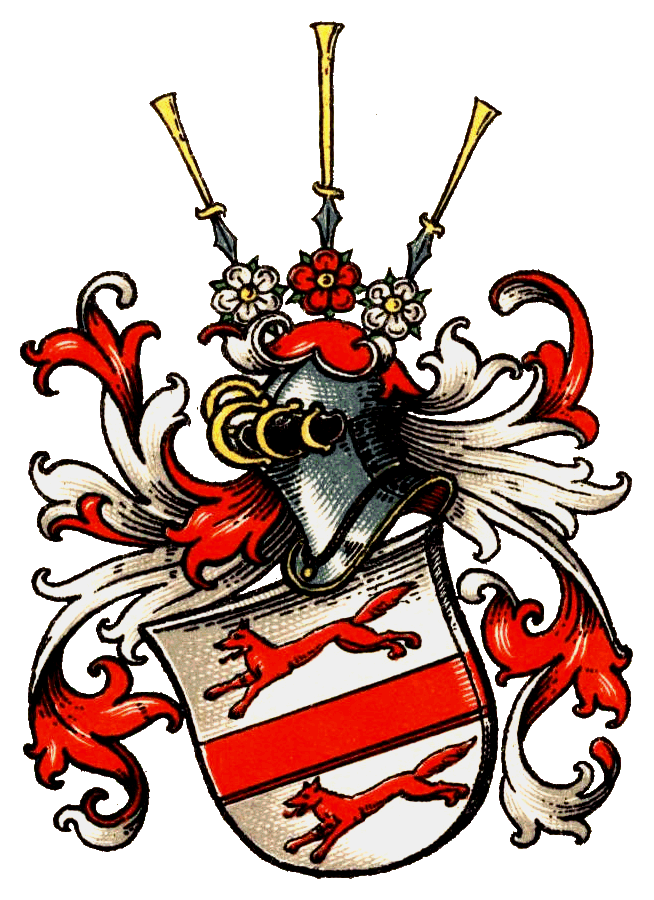
클라이스트 가문의 문장

하인리히 폰 클라이스트는, 1777년 10월 10일 또는 18일에 태어나 27일에 세례받았고, 프로이센에서 특출한 지위를 차지했던 포메른 정통귀족(Uradel) 가문 출신이었다. 그는 아버지의 다섯 번째 자식이자 장남으로 태어났다. 그의 가문은 수많은 장군들과 원수들, 많은 지주들뿐만 아니라 여러 학자들, 고위 외교관들과 관리들을 배출했다.
클라이스트의 아버지, 요아힘 프리드리히 폰 클라이스트(1728–1788) 장교는, 주둔지 프랑크푸르트 안 데어 오데르에서 브라운슈바이크의 레오폴트 공 보병 연대 상위(Stabskapitän)로 복무했다.
첫 번째 부인 카롤리네 루이제 클라이스트(본성 폰 불펜, 1774년 사망)와의 사이에서 클라이스트의 두 이복 누나인 빌헬미네 '미네테'와 울리케 필리피네가 태어났는데, 클라이스트는 후에 울리케와 매우 가까운 사이가 되었다. 요아힘 프리드리히는 1775년 율리아네 울리케 폰 판비츠(1746–1793)와 재혼했다. 그녀는 프리데리케, 아우구스테 카타리나, 하인리히, 그리고 마지막으로 하인리히의 남동생 레오폴트 프리드리히와 여동생 율리아네 클라이스트 '율헨'을 낳았다.
그의 가족은 프로이센의 귀족으로 대대로 군인 집안이었으며, 그도 어릴 때 근위연대에 들어갔으나, 1799년에 군적을 떠나 브란덴부르크 프랑크푸르트 대학에서 철학을 배웠다. 한때는 칸트 철학에 열중했으나 진리인식의 불가능을 깨닫고 절망한 나머지, 학업과 약혼자를 버리고 방랑생활의 여정에 올라 독일 국내, 스위스, 이탈리아 등을 전전하였다. 클라이스트의 고집 세고 철저한 성격은 현실과 사사건건 격돌하면서 그의 인간적 비극이 생기기도 하였다.
그 동안 처녀희곡 <슈로펜슈타인가(Die Familie Schrofenstein)>(1803), <로베르트 귀스카르트(Robert Guiskard)>(1808)를 발표, 괴테를 앞서려는 야심을 보였다. 그 후 말단관리가 되었으나 여전히 작가활동을 계속, 1804년에 부패 재판관을 풍자한 걸작 희극 <깨진 항아리(Der Zerbrochenekrug)>를 비롯하여 많은 작품을 남겼으며 <암피트리온(Amphitryon)>으로 결정적인 명성을 획득했다.
후에 드레스덴에서 티크, 쾨르너와 친교를 맺고 동화적인 <하일브론의 소녀 쾨트헨(Das Kathchen von Heilbronn)>(1810), <펜테질레아(Penthesilea)>(1808) 외에 나폴레옹에 대한 프로이센적 애국심으로 가득찬 <헤르만의 싸움(Die Hermannschlacht)>을 썼다. 만년에는 <홈부르크 공자(Der Prinz von Homburg)>등의 걸작을 남겼으나 사회적 불우와 조국의 굴욕에 대한 마음의 상처 때문에 베를린 교회의 강변에서 유부녀와 권총자살로 일생을 마쳤다.
20세기 초두에 클라이스트에 대한 인식이 겨우 높아지면서 제1차 세계대전 이후 천재적 극작가라는 평가를 받았다.

## 작품
그의 첫 작품 《슈로펜슈타인가》(1803년)에서 클라이스트 적인 문학의 특질이 발로되어 있다. 《로베르트 기스카르트》의 경우 현존하는 것은 앞부분 10장에 불과하나, 그 박력과 밀도는 참으로 경탄할 만한 것이다. 《깨어진 항아리》는 독일 희극 가운데 최고봉의 위치를 차지하는 작품이고, 《암피트리온》(1807년)은 몰리에르의 희극을 바꾸어 꾸민 것이다. 《펜테질레아》(1808년)에서 주인공의 주아적 애증의 착란과 광포의 묘사는 그 유례를 찾을 수 없을 만큼 격렬한 바가 있었다. 《하일브론의 케트헨》(1810년)은 이와는 대조적인 낭만적 희곡으로서 헌신적인 사랑과 절대적 복종을 주제로 하고 있다. 나폴레옹에 대한 적의와 증오 때문에 《헤르만의 전쟁》(1808년), 《홈부르크 공자》가 쓰여졌다. 후자는 이 시인의 최고 걸작이다. 그리고 독특한 재능을 보인 단편 소설 《미하엘콜하스》(1810년) 등 8편의 소설이 있다.
낭만주의로서는 특이한 작가이며 근대 리얼리즘의 탄생을 준비했다.
한국어 번역본
- 1806 펜테질레아(Penthesilea) | 이원양 역 | 지만지 | 2016년 2월
- 1808 깨어진 항아리 | 김기선 역 | 성신여자대학교출판부 | 2005년 2월
- 1808 헤르만 전쟁 | 김충남 역 | 지만지 | 2011년 6월
- 1810 하일브론의 케트헨 | 이원양 역 | 지만지 | 2017년 7월
- 1810 미하엘 콜하스 | 창비 | 2013년 2월
- 1811 성 도밍고 섬의 약혼 | 박종서 역 | 서문당 | 2000년 2월
- 1811 버려진 아이 외 | 진일상 역 | 책세상 | 2005년 1월
- 1821 홈부르크 공자 | 윤도중 역 | 지만지 | 2011년 10월

## 참고 자료
- 이 문서에는 다음커뮤니케이션(현 카카오)에서 GFDL 또는 CC-SA 라이선스로 배포한 글로벌 세계대백과사전의 내용을 기초로 작성된 글이 포함되어 있습니다.